# رشاشية
الرَّشَّاشِيَّة أو أسبرجيلاس (الاسم العلمي: Aspergillus) وهو جنس من قرابة 200 فطر المتواجدة بكثرة في الطبيعة. اكتشفه الراهب الإيطالي وعالم الأحياء بيير أنطونيو ميتشيلي في عام 1729 لدى مشاهدة الفطريات تحت المجهر.

## النمو والانتشار

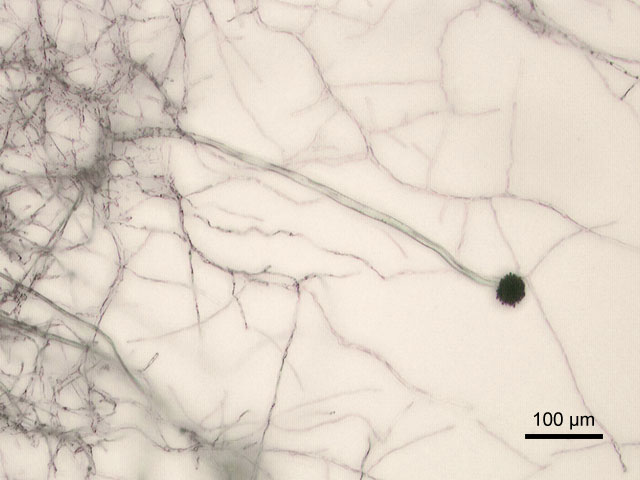
صورة مجهرية بتكبير 100 مرة للفطر Aspergillus niger، نَمَا على وسط آجار سابورود.

تكون أنواع الرشاشيات هوائية وتتواجد في جميع البيئات الغنية بالأوكسجين. تنمو الفطريات المواد الغنية بالكربون بشكل شائع مثل السكريات الأحادية ( غلوكوز) والسكريات المتعددة (أميلوز). كما تتواجد الرشاشيات على الأغذية النشوية مثل الخبز و البطاطا كما تنمو على العديد من الأشجار و النباتات.
بالإضافة لقدرتها على النمو على مصادر الكربون تظهر أنواع الرشاشيات خاصة النمو في ظروف قليلة التغذية. حيث أنها تنمو في بيئات مستنزفة المواد الغذائية أو بيئات فاقدة بشكل كامل لمكونات الغذاء الأساسية. وتعتبر الرشاشية السوداء نموذج رئيس لتلك الخاصية حيث أنها تنمو على الجدران الرطبة كمكون رئيس من مكونات العفونة.

## الأهمية
ترتبط العديد من أنواع الرشاشيات باهتمامات طبية واقتصادية. حيث أن أكثر من 60 نوع منها ذو أهمية طبية ويسبب عدوى للإنسان والحيوان. تتراوح العدوى من الالتهاب الأذن الخارجية والآفات الجلدية إلى القرحات.
بينما تنطوي أنواع أخرى على أهمية اقتصادية تتجلى على شكل إنتاج مواد بواسطة التخمر. فعلى سبيل المثال: الساكيه اليابانية، نوع من أنواع الخمور، تتصنع من الرز ومركبات نشوية أخرى بواسطة الرشاشية أوريزه.
كما تعتبر أعضاء من جنس الرشاشيات مصدراً طبيعياً للعديد من المواد الطبيعية ذات الأهمية الطبية لمعالجة أمراض الإنسان. ولعل الرشاشية السوداء من المصادر الرئيسية لحمض الليمون، حيث تشكل ما يعادل 99% من الإنتاج. كما أن الرشاشية السوداء تنتج بشكل شائع بعض الأنزيمات، سواء الأصلية أو الغريبة، منها أنريم أكسدة الغلوكوز.

## الأبحاث
على مدى سنوات تم استخدام الرشاشية المعششة بشكل واسع كنموذج في الأبحاث من قبل جيدو بونتيكورفو لإثبات الخطل الجنسي في الفطريات. كما أنها من طلائع الأحياء التي تم معرفة تسلسل أحماضها الأمينية لكامل الجينوم من قبل باحثون في معهد برود. وفي وقت لاحق تم الانتهاء أيضاً من جينوم كل من الرشاشية السوداء والرشاشية أوريزه و الرشاشية الدخناء.
من المعروف أيضاً أن إجهاد الأكسدة هي عبارة عن مؤشر لمعرفة العمليات الاستقلابية المختلفة في كل الأحياء. حيث أظهرت الأبحاث أن نقص الجين المعروف ب ApyapA يؤدي إلى زيادة في إجهاد الأكسدة والتبوغ الغير ناضج وتشكيل الأفلاتوكسينات"". وفي نفس الدراسة تم اكتشاف أن ApyapA يحمل نفس الوظيفة في تثبيط إجهاد الأكسدة في العديد من الفطور.

## الإمراضية
تسبب العديد من أنواع الرشاشيات أمراض خطيرة في الإنسان والحيوان. ولعل أهم هذه الأنواع هي الرشاشية الدخناء والرشاشية الصفراء. تنتج الرشاشية الصفراء الأفلاتوكسين والتي تعتبر مسرطنة وسمية في آن واحد. كما أن كل من الرشاشية الدخناء والمقرعية من أهل العوامل المسببة للحساسية. بينما تحمل بقية أنواع الرشاشية أخطاراً إمراضية للنباتات.